# 大舘常興日記
大舘常興日記（おおだちじょうこうにっき）は、室町時代後期から戦国時代にかけての室町幕府幕臣大舘尚氏の日記（「大館」とも表記、常興は法号）。『大舘記』とも呼ばれる。
大舘氏は室町幕府奉公衆を務めており、特に尚氏は当時としては稀に見る長寿で足利義政から義晴までの代々の将軍に仕えていた老臣であり、武家故実に深く通じた人物であった。戦国時代の室町幕府の状況や幕府料所荘園の状況などを知る貴重な史料となっている。また、『大舘常興書札抄』を著すなど、書札礼にも関心が深く、書信の写しなども記述されている。
現在、天文9年（1540年）4月と同10年10-12月、同11年2-5・8-9月の9冊（9ヶ月分）の自筆本が天理図書館に所蔵されている。また、内閣文庫には天文7年9月より天文11年9月までのうち24冊分の写本が存在している。